# Camille Silvy
Camille Silvy, né le 8 mai 1834 à Nogent-le-Rotrou et mort le 2 février 1910 à Saint-Maurice, est un photographe français qui fut essentiellement actif au Royaume-Uni.

## Biographie

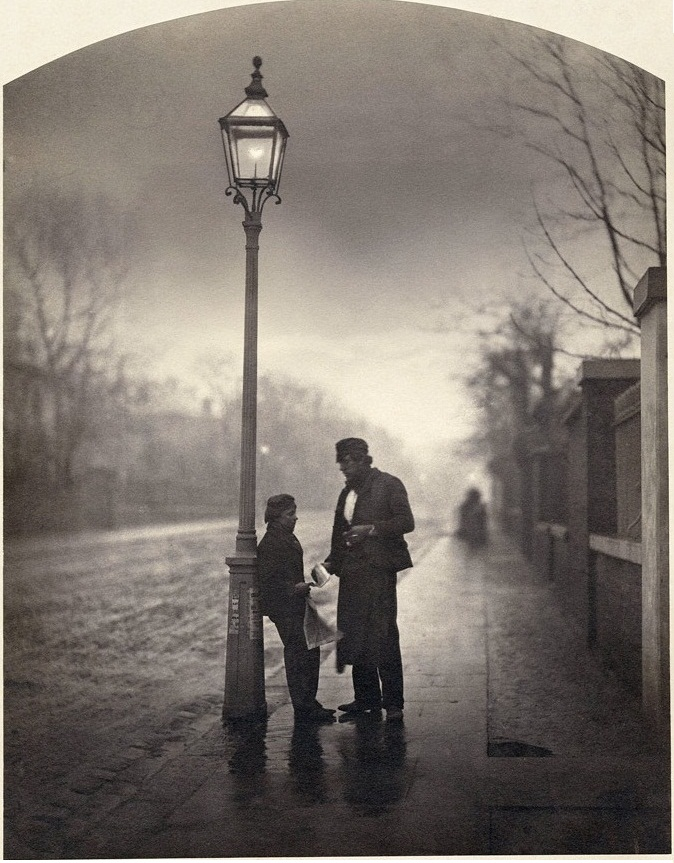
Studies on Light: Twilight, 1859.

Après une carrière de diplomate, Camille Silvy s'initia à la photographie auprès d'Olympe Aguado. Proche de Nadar, il devint en 1858 membre de la Société française de photographie. Il partit ensuite pour Londres où il ouvrit un studio photographique au 38 Porchester Terrace, Bayswater,, devenant membre de la Royal Photographic Society en 1859.
Pendant ses années anglaises, il mélangea création artistique et production de portraits en format carte de visite (très populaires dans les années 1860) en quantités industrielles, : « De 1859 à 1868, il réalise 17 000 portraits. Il en vendra un million d'exemplaires ».
Il quitta le Royaume-Uni en 1868 et, après avoir participé à la Guerre franco-allemande de 1870 qui lui valut d'être fait chevalier de la Légion d'honneur, il passa les 30 dernières années de sa vie dans les hôpitaux, atteint de troubles mentaux, et mourut à Saint-Maurice (Val-de-Marne).

## Distinctions
- Chevalier de la Légion d'honneur

## Quelques photographies

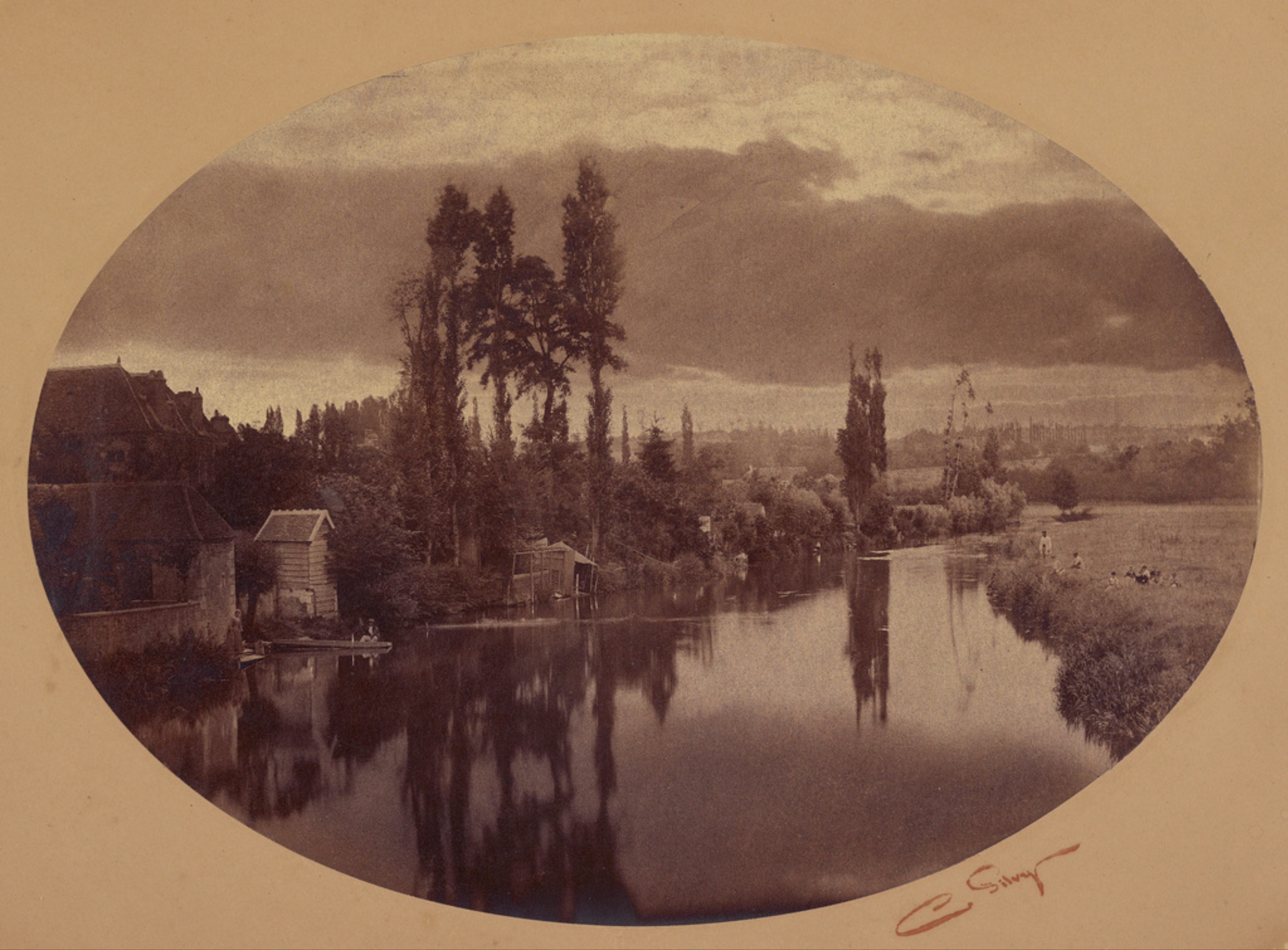
La vallée de l'Huisne à Nogent-le-Rotrou, 1857.
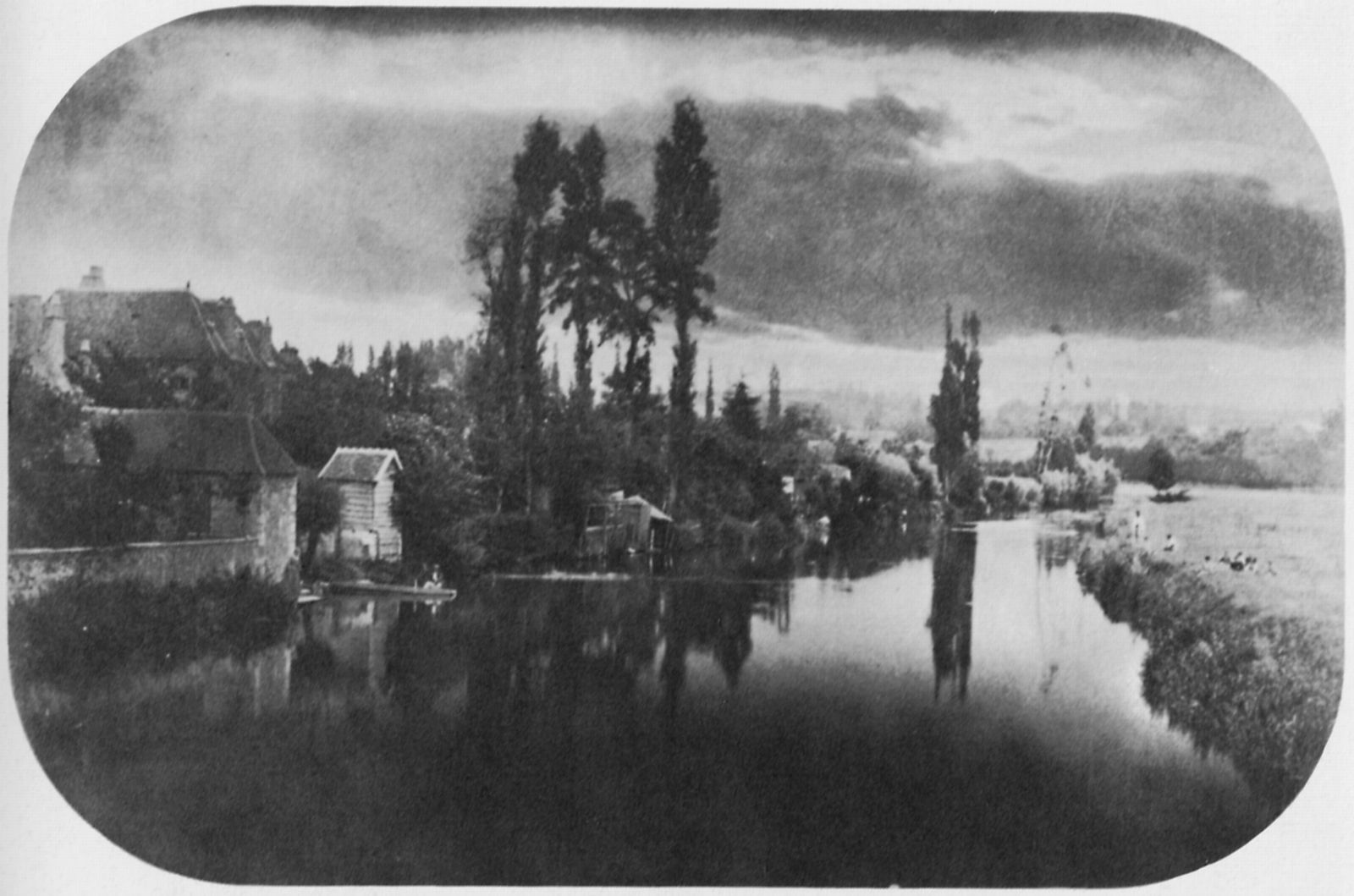
Une rivière en France, 1858.
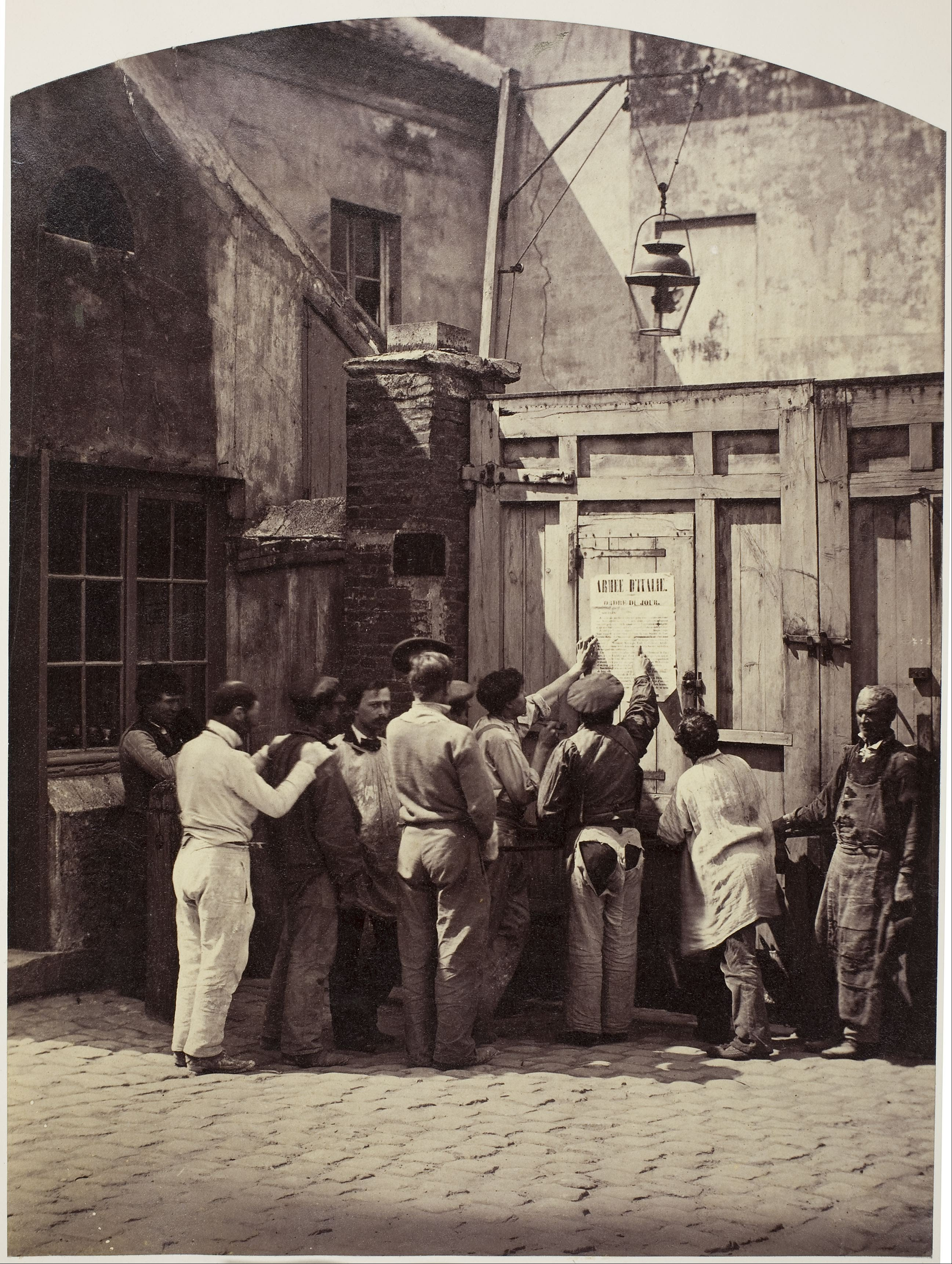
1859 - Ordre du Jour, Armée d'Italie, mai 1859[11].
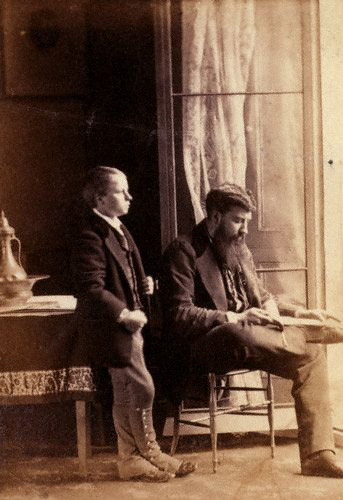
Camille Silvy avec un enfant, août 1859.
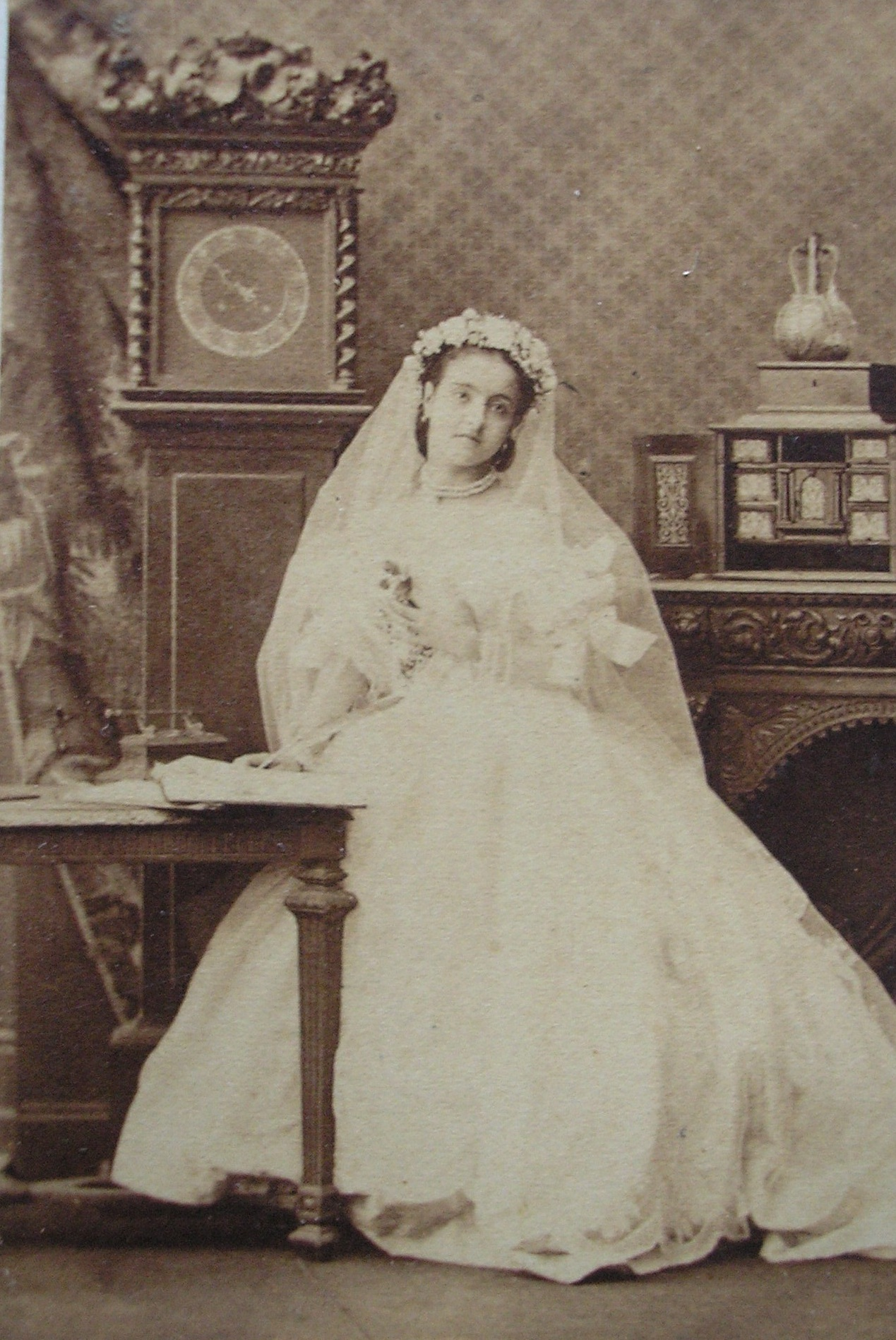
Adelina Patti, 1859-1868.
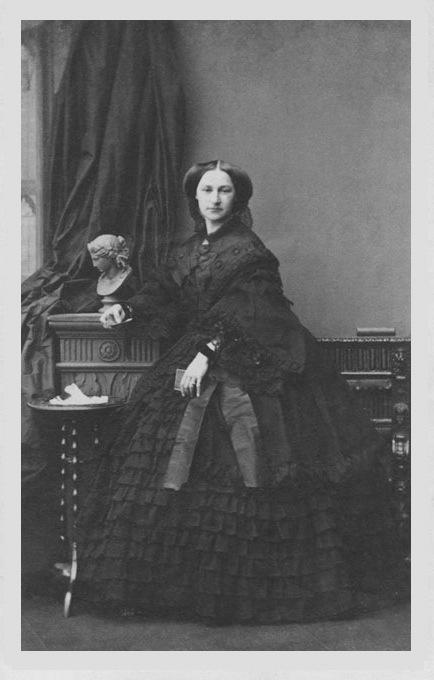
Adélaïde de Hohenlohe-Langenbourg, 21 novembre 1860.
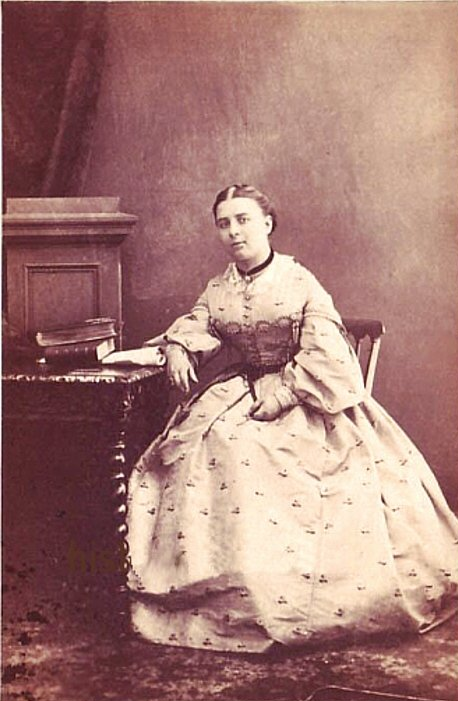
La cantatrice italienne Marietta Piccolomini, 1860.
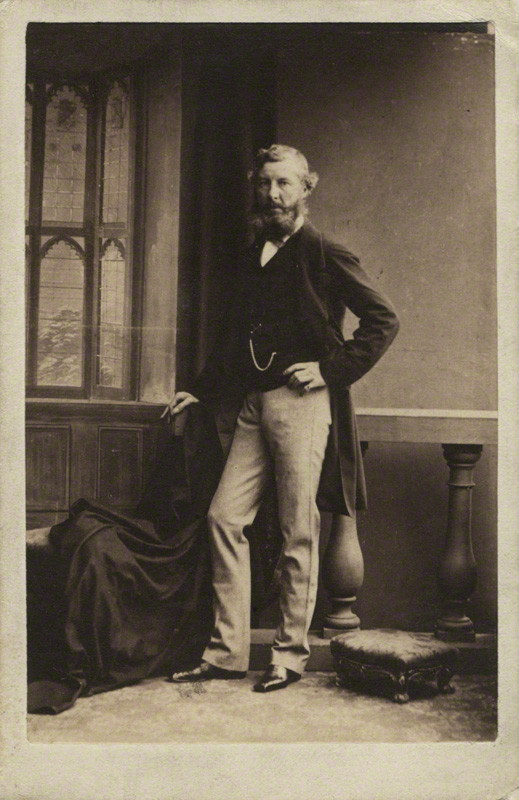
William Montagu, 7e duc de Manchester, 1860.
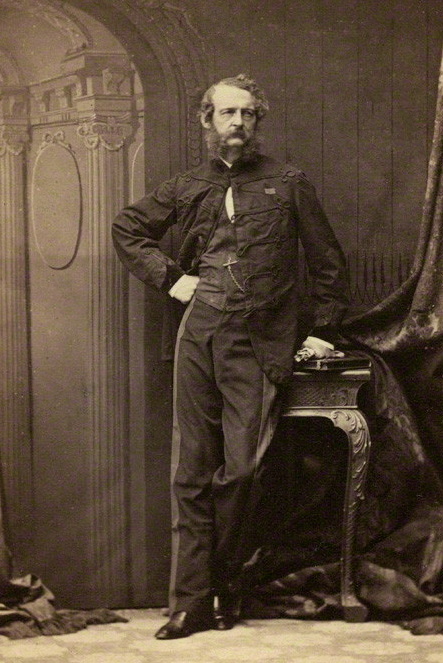
Charles Staveley (en), vers 1860.
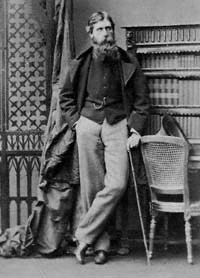
Henry Brougham Loch (en), 11 mars 1861.
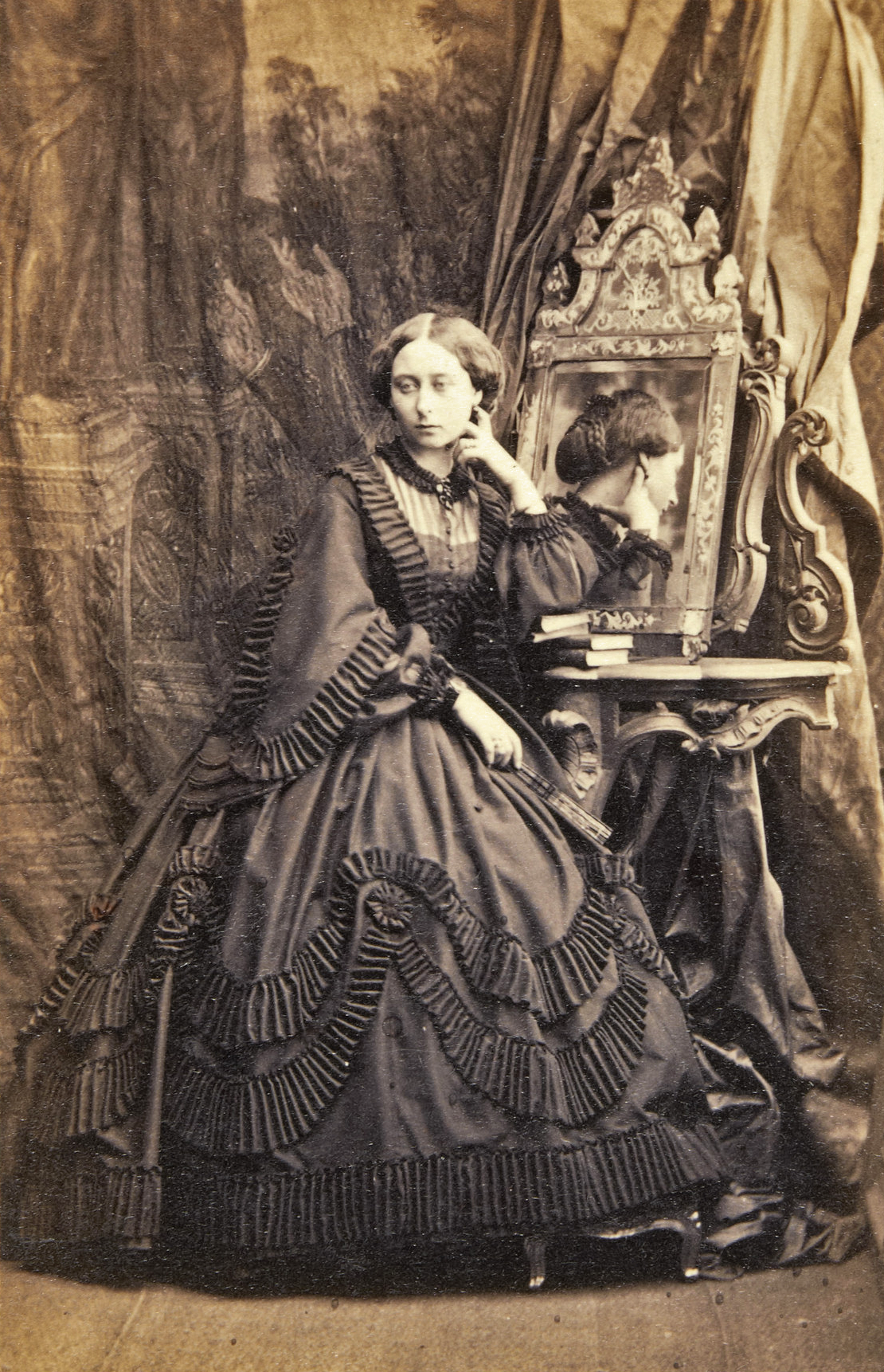
Alice du Royaume-Uni, juin 1861.
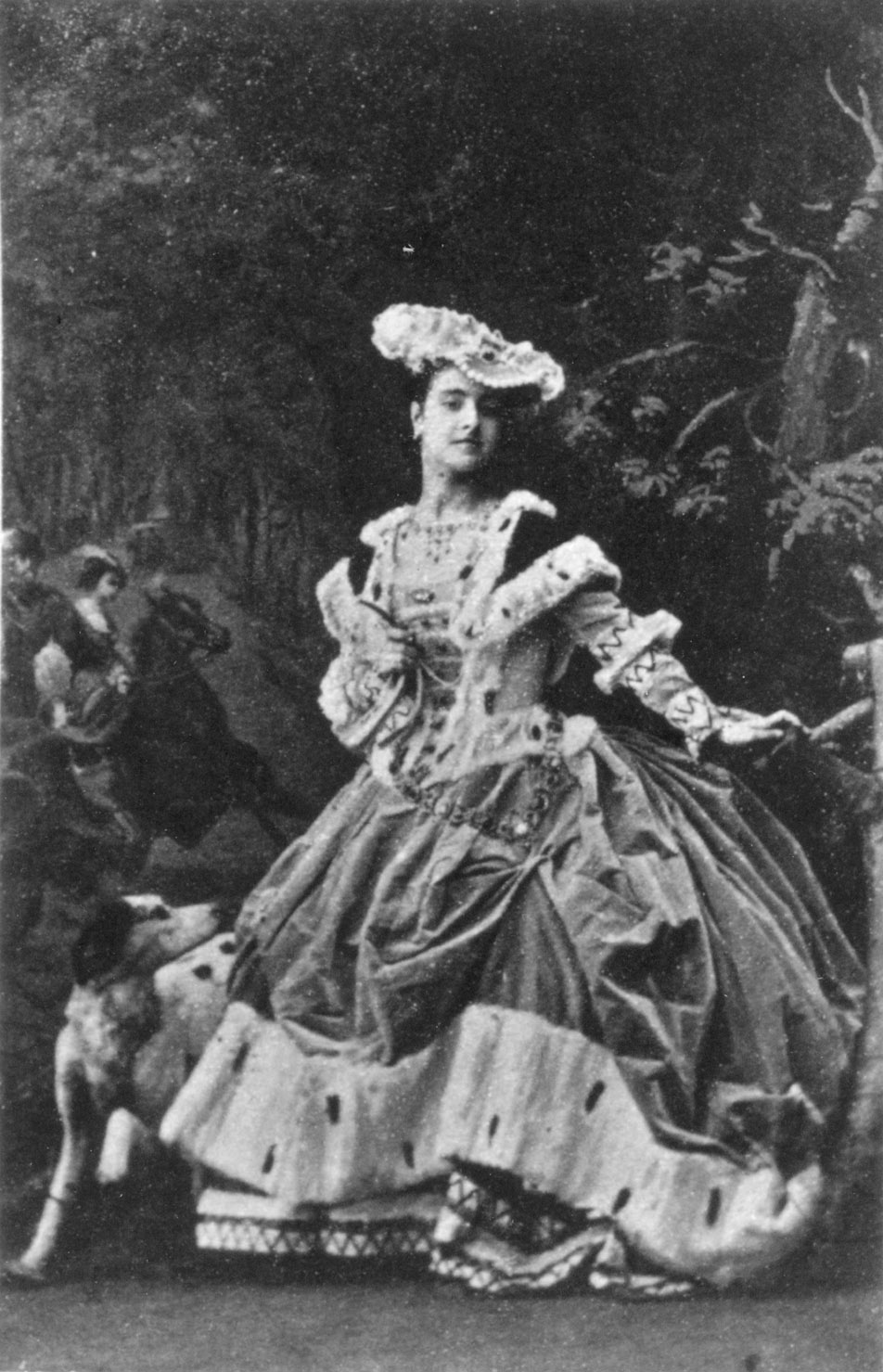
Adelina Patti dans le rôle de lady Harriet dans l'opéra Martha de Friedrich von Flotow, juillet 1861.
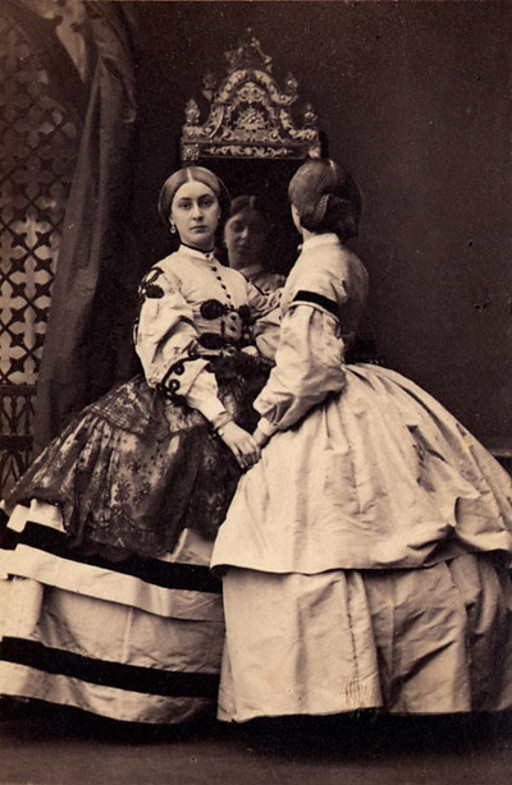
The Misses Booth : Janet Booth et sa sœur Mary Augusta, 1861[12].
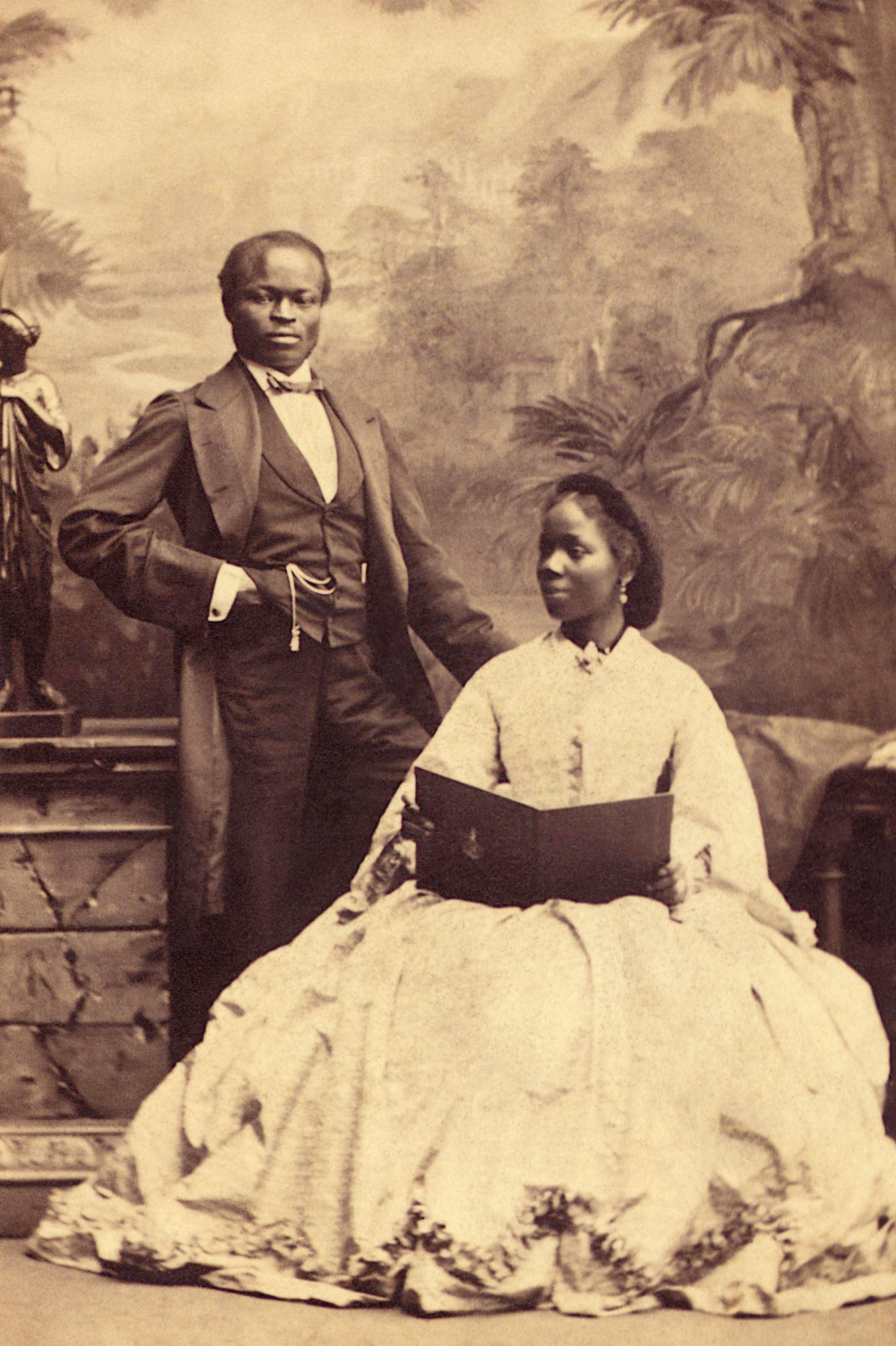
Sara Forbes Bonetta et James Pinson Labulo Davies, 1862.
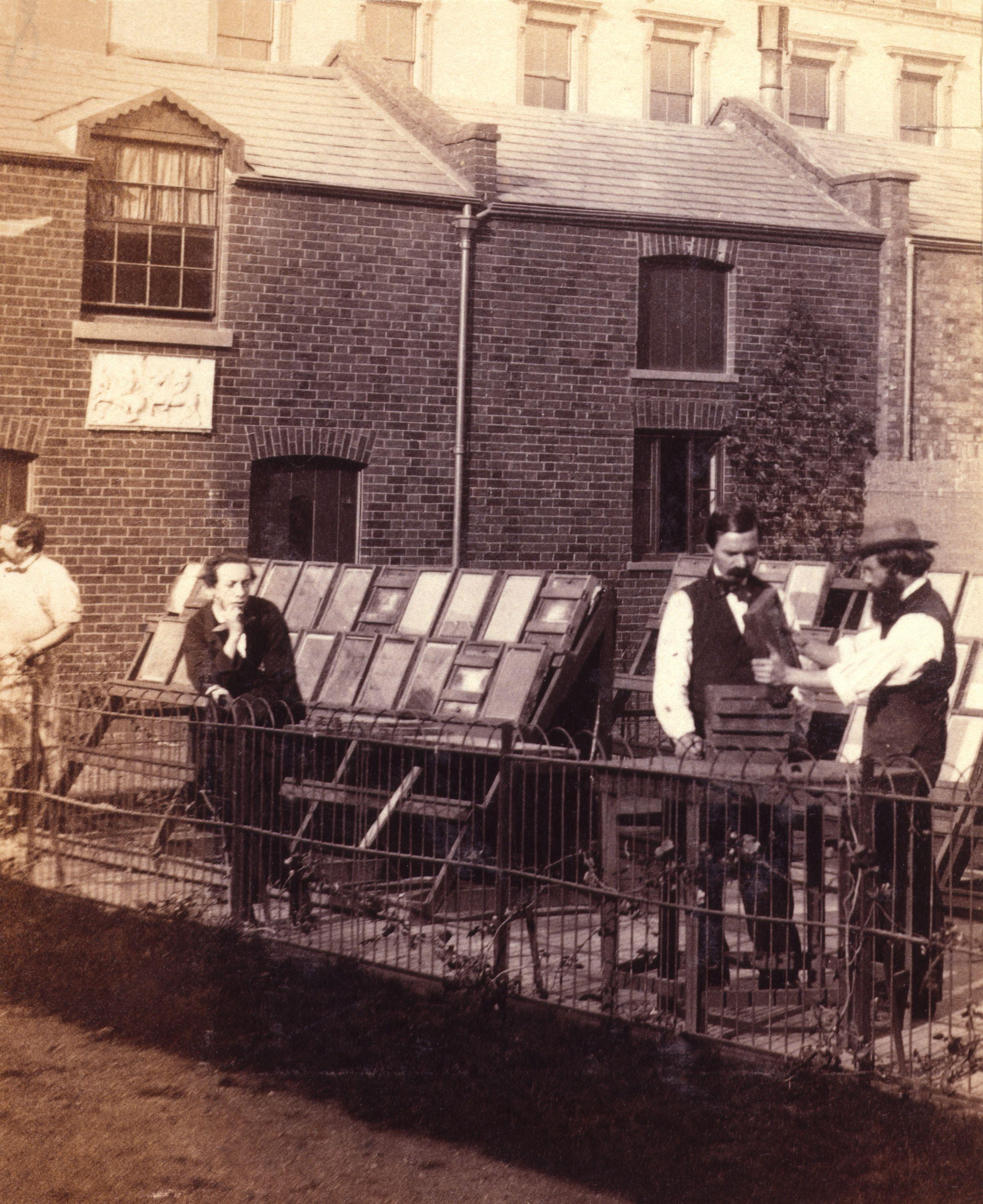
L'atelier de Camille Silvy, 38 Porchester Terrace à Londres, vers 1862.
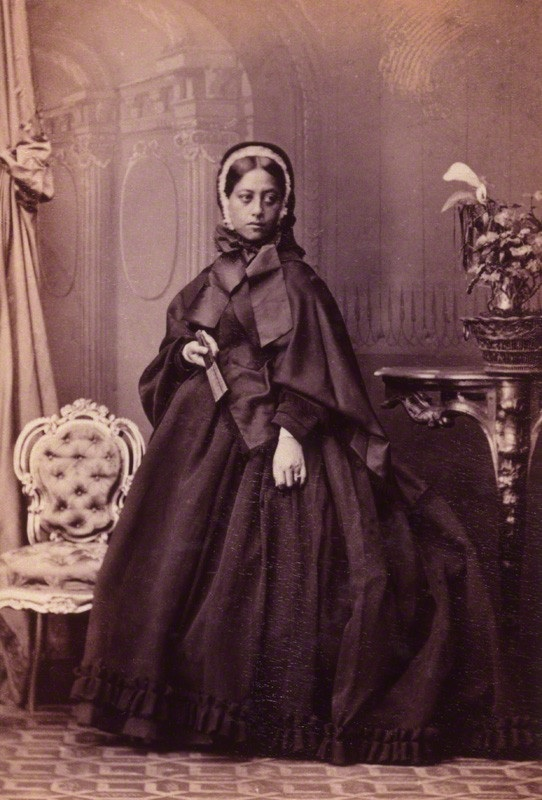
Emma d'Hawaï, Reine consort d'Hawaï, épreuve sur papier albuminé, 16 septembre 1865.

## Collections
- Bibliothèque nationale de France, Paris[13].

## Expositions
- 15 juillet - 24 octobre 2010 : Camille Silvy, Photograph of Modern Life, National Portrait Gallery, Londres, en association avec le Jeu de paume, Paris (exposition hors les murs)[6],[10],[7],[14].
- 1er avril au 5 novembre 2023 : Camille Silvy, pionnier de la photographie, de Nogent-le-Rotrou à Londres, Château musée des comtes du Perche, Nogent-le-Rotrou.